# Пошёл ты, Фредди!
«Пошёл ты, Фре́дди!» (англ. Freddy Got Fingered) — сюрреалистическая комедия 2001 года, ставшая режиссёрским дебютом актёра Тома Грина, также участвовавшего в написании сценария и сыгравшего главную роль. Фильм был представлен в 8 номинациях на премию «Золотая малина», из которых стал лауреатом в пяти. Фильм имеет репутацию одного из худших в истории кино. Однако, благодаря этому, постепенно обрёл своеобразную популярность.

## Сюжет
Безработный 28-летний карикатурист Гордон Броуди (Горд) покидает родительский дом в Портленде, в надежде получить контракт на создание мультсериала. Родители покупают ему машину, на которой он едет в Лос-Анджелес и начинает работать на фабрике по производству сэндвичей с сыром. Горд показывает свои рисунки генеральному директору крупной анимационной студии; Дэвидсон высоко оценивает художественное произведение, но называет изображенные концепции, включая персонажа «X-Ray Cat», бессмысленными. Обескураженный, Горд бросает работу и возвращается к родителям.
Отец постоянно оскорбляет и принижает Горда после его возвращения, говоря ему забыть о том, чтобы быть аниматором и «найти работу». Чтобы развеяться Горд катается с другом на хафпайпе, который он сам построил на заднем дворе. Его друг Даррен падает и ломает ногу. В больнице Горд выдает себя за врача, принимает роды и знакомится с привлекательной медсестрой по имени Бетти, которая пользуется инвалидной коляской, имеет навязчивую склонность к фелляции и мечтает создать инвалидное кресло с ракетным двигателем. 
Горд врёт отцу, что устроился на работу в компьютерную фирму и идет с Бетти в ресторан, делая вид, что он на работе. Однако отец видит его там и пренебрежительно относится к Бетти из-за её инвалидности. После драки в ресторане Горда арестовывают, и Бетти выручает его. Следуя её совету, Горд пытается продолжить рисовать; однако он вступает в спор с отцом, который затем разбивает хаф-пайп Горда. 
Горд и его родители отправляются на сеанс семейной терапии, где Горд ложно обвиняет отца в сексуальном насилии над младшим братом Фредди. 25-летний Фредди отправляется в дом для сексуально растлённых детей, в то время как Джули, будучи сыта по горло его оскорбительным поведением и вспыльчивостью, оставляет Джима и в конечном итоге встречается с баскетболистом Шакилом О'Нилом. Находясь в пьяном ступоре, отец говорит Горду, как сильно он его разочаровал. Пораженный словами отца, Горд решает отказаться от своих стремлений стать карикатуристом и устраивается на работу в местный магазин сэндвичей.
Увидев телевизионный репортаж об успешном испытании инвалидного кресла с ракетным двигателем Бетти, Горд вдохновляется на то, чтобы снова осуществить свою мечту. Он возвращается в Голливуд с сюжетом мультсериала, основанном на его отношениях с отцом, «Зебры в Америке». Горд получает чек на миллион долларов. Горд тратит десятую часть этих денег на тщательно продуманную благодарность Бетти за то, что она вдохновила его, а оставшуюся часть — на переезд родительского дома с отцом внутри в Пакистан.
Горд и его отец Джим вскоре примиряются. Но после того их берут в заложники. Похищение становится новостью, так как сериал Горда стал популярным. После 18 месяцев в плену Горд и Джим возвращаются в Америку, где огромная толпа, включая Бетти и Даррена, приветствует их.

## В ролях
| Актёр             | Роль                        |
| ----------------- | --------------------------- |
| Том Грин          | Гордон «Горд» Броди         |
| Рип Торн          | Джеймс «Джим» Броди         |
| Мариса Кафлан     | Бэтти                       |
| Эдди Кэй Томас    | Фредерик «Фредди» Броди     |
| Гарданд Уильямс   | Даррен                      |
| Энтони Майкл Холл | мистер Дэйв Дэвидсон        |
| Джули Хагерти     | Джули Броди                 |
| Джексон Дэвис     | мистер Маллой               |
| Коннор Уиддоуз    | Энди Маллой                 |
| Дрю Бэрримор      | секретарь мистера Дэвидсона |
| Шакил О’Нил       | в роли самого себя          |

## Производство

#### Режиссёрская версия
9 марта 2010 года Том Грин, в эфире радиопередачи Loveline, заявил, что планирует выпустить фильм в формате «режиссёрская версия». Релиз мог бы быть приурочен к десятилетию премьеры. Однако в декабре того же года, отвечая на вопрос поклонника на своём сайте, Грин заявил, что в вопросе релиза нет прогресса. 17 октября 2013 года, отвечая в сабреддите «Спроси меня о чём угодно» (англ. Ask Me Anything), сказал: «Студия не отдала мне плёнки, чтобы я мог подготовить „режиссёрскую версию“. Я хочу это сделать. Если вы свяжетесь с New Regency или 20th Century Fox и скажете им, что хотите „режиссёрскую версию“, возможно, это произойдёт!»

## Награды
Фильм был 9 раз номинирован на премию «Золотая малина» и победил в 5 номинациях. В 2010 году он был выдвинут в категории «Худший фильм десятилетия», но худшим был признан фильм «Поле битвы: Земля» (2000).
| Год  | Награда        | Категория                             | Номинант                                      | Результат |
| ---- | -------------- | ------------------------------------- | --------------------------------------------- | --------- |
| 2001 | Золотая малина | Худший сценарий                       | Том Грин Дерек Харви                          | Победа    |
| 2001 | Золотая малина | Худшая мужская роль                   | Том Грин                                      | Победа    |
| 2001 | Золотая малина | Худший режиссёр                       | Том Грин                                      | Победа    |
| 2001 | Золотая малина | Худший актёрский дуэт                 | Том Грин и любое животное, которое он обижает | Победа    |
| 2001 | Золотая малина | Худший фильм                          | Ларри Брезнер Ховард Лапидс Лорен Ллойд       | Победа    |
| 2001 | Золотая малина | Худшая мужская роль второго плана     | Рип Торн                                      | Номинация |
| 2001 | Золотая малина | Худшая женская роль второго плана     | Дрю Бэрримор                                  | Номинация |
| 2001 | Золотая малина | Худшая женская роль второго плана     | Джули Хагерти                                 | Номинация |
| 2005 | Золотая малина | Худшая комедия за первые 25 лет       | Ларри Брезнер Ховард Лапидс Лорен Ллойд       | Номинация |
| 2010 | Золотая малина | Худший фильм за прошедшее десятилетие | Ларри Брезнер Ховард Лапидс Лорен Ллойд       | Номинация |

## Наследие
«Пошёл ты, Фредди!» со временем стал получать всё больше положительных отзывов, становясь культовой классикой. Критик Натан Рабин из The A.V. Club написал восторженную рецензию в авторской колонке «Мой год провалов», сравнив его с работами Жан-Люка Годара. Он назвал фильм «не столько обычной комедией, сколько пограничной дадаистской провокацией, розыгрышем на 15 миллионов долларов за счёт киностудии». И добавил, что «совершенно редко удаётся наблюдать появление столь ослепительно оригинального комического голоса. Я испытал это великолепное ощущение, наблюдая за „Фредди“. И могу честно сказать, что никогда не видел ничего даже отдалённо похожего», и оценил его как «Секретный успех».
Крис Рок назвал «Пошёл ты, Фредди!» одним из своих любимых фильмов.
Роджер Эбберт в рецензии на фильм «Мой криминальный дядюшка», где также снимался Грин, написал: «Увидев Тома Грина, я вспомнил, а как не вспомнить!, его фильм „Пошёл ты, Фредди!“, который был так плохо воспринят кинокритиками. что получил только один извиняющийся положительный отзыв на томатометре. Я же оценил его — посмотрим-ка — ноль звёзд. Плохой фильм, особенно сцена, где Грин крутит новорождённого младенца вокруг головы за пуповину. Но дело в том, я и год спустя помню „Пошёл ты, Фредди!“. И иногда вспоминаю. Это веха. И при всех его грехах, это был как минимум амбициозный фильм, отчаянная попытка чего-то добиться. Фильм провалился. Но это не убедило меня в том, что у Тома Грина нет шанса снять хороший фильм. Любой с его нервами и полным отсутствием вкуса рано или поздно сделает фильм, который стоит посмотреть».

### Комментарии
1. ↑  Собственно, отсюда и происходит оригинальное название фильма.
2. ↑  Эта сцена является панчлайном к высказыванию отца главного героя из самого начала фильма: «Если бы мы жили в Пакистане, ты бы шил футбольные мячи, когда тебе было четыре года!»